# Ebrima Jobe (Basketballspieler)
Alh. Ebrima „Mbat“ Jobe (* 1949 oder 1950 in Bathurst heute Banjul; † 9. Juni 2020) war ein gambischer Basketballspieler.

## Leben
Jobe besuchte in den 1950er und 1960 Jahren die St. Mary’s Primary School und später die Crab Island Secondary School. An der letzten genannten Schule wurde er von Cherno Barra Touray in Basketball trainiert. Den Spitznamen „Mbat“ hat er vom Basketballspielen und galt, als seiner Zeit besten Spieler sowohl in der Basketballmannschaft Foyer als auch in der gambischen Basketballnationalmannschaft. Angebote aus im internationalen Raum, wie Senegal, Mauretanien und Mali, lehnte aber Jobe ab, nach Mbats Worten „wollte sein Land nie verlassen, um für Mannschaften anderer Länder zu spielen, die verzweifelt nach ihm suchten“.
Jobe starb Mitte 2020 nach kurzer Krankheit und wurde auf dem Latri Kunda Yiriing’ anya cemetery bestattet.